# Ascodichaena mexicana
Ascodichaena mexicana är en svampart som beskrevs av Butin & Marm. 1990. Ascodichaena mexicana ingår i släktet Ascodichaena och familjen Ascodichaenaceae.   Inga underarter finns listade i Catalogue of Life.